# Фрамерсхајм
Фрамерсхајм (њем. Framersheim) општина је у њемачкој савезној држави Рајна-Палатинат. Једно је од 69 општинских средишта округа Алцеј-Вормс. Према процјени из 2010. у општини је живјело 1.654 становника. Посједује регионалну шифру (AGS) 7331026.

## Географски и демографски подаци
Фрамерсхајм се налази у савезној држави Рајна-Палатинат у округу Алцеј-Вормс. Општина се налази на надморској висини од 171 метра. Површина општине износи 9,3 km². У самом мјесту је, према процјени из 2010. године, живјело 1.654 становника. Просјечна густина становништва износи 178 становника/km².

## Међународна сарадња
| Мјесто | Држава    | Врста сарадње | Од    |
| ------ | --------- | ------------- | ----- |
|        | Француска | партнерство   | 1975. |
|        | Француска | партнерство   | 1989. |
|        | Француска | партнерство   | 1992. |
| Извор  |           |               |       |